# Hieracium olivaceum
Hieracium olivaceum es una especie de planta con flor del género Hieracium, de la familia Asteraceae, orden Asterales.

## Distribución
Hieracium olivaceum se distribuye por Francia, Andorra y España.

## Taxonomía
Fue descrita científicamente por Gren. y Godron.